# Ciflik, Kărdjali
Ciflik (în bulgară Чифлик) este un sat în comuna Kărdjali, regiunea Kărdjali,  Bulgaria. 

## Demografie
Componența etnică a satului Ciflik
     Romi (12,12%)
     Turci (76,54%)
     Nicio identificare (10,51%)
     Altele (0,8%)
La recensământul din 2011, populația satului Ciflik era de 371 locuitori. Din punct de vedere etnic, majoritatea locuitorilor (76,54%) erau turci, cu o minoritate de romi (12,12%). Pentru 10,51% din locuitori nu este cunoscută apartenența etnică.